# Spectre de Harrison-Zeldovitch
Le spectre de Harrison-Zeldovitch est le nom donné en cosmologie à la structure des perturbations de densité qui devaient exister dans l'univers primordial de façon à rendre compte de la formation des grandes structures observées aujourd'hui. Ce nom est donné en l'honneur des cosmologistes américain et russe Edward R. Harrison et Iakov Borissovitch Zeldovitch qui ont les premiers proposé, indépendamment l'un de l'autre, cette forme de fluctuations initiales de densité, au début des années 1970. Le nom de James Peebles est parfois associé aux deux autres (spectre de Harrison-Peebles-Zeldovitch). Pour diverses raisons, le terme ambigu de spectre invariant d'échelle est également utilisé (voir plus bas).

## Définition
Le spectre de Harrison-Zeldovitch est le nom donné au spectre de puissance des fluctuations de densité dans l'univers primordial, c'est-à-dire à la transformée de Fourier de la fonction de corrélation à deux points des fluctuations de densité dans l'univers. Cette quantité est fonction de l'échelle considérée (en l'occurrence du module du vecteur d'onde k associée à la longueur {\displaystyle \lambda =2\pi /k}). La dépendance du spectre vis-à-vis du vecteur d'onde suit une loi de puissance, dont l'exposant, appelé indice spectral a une valeur de l'ordre de -3.

## Formulation mathématique
La quantité qui est en principe observable est la champ de densité spatial, que l'on décompose en une partie homogène {\displaystyle \rho } et une perturbation {\displaystyle \delta \rho (x)} autour de cette valeur. À partir d'un point de référence {\displaystyle x_{0}}, il est possible de calculer la valeur moyenne {\displaystyle \xi (r)} du produit du contraste de densité {\displaystyle \delta \rho /\rho } pris au point {\displaystyle x_{0}} et en un point situé à une distance r de {\displaystyle x_{0}} :
{\displaystyle \xi (r)=\left\langle {\frac {\delta \rho ({\mathbf {x} }_{0})}{\rho }}{\frac {\delta \rho ({\mathbf {x} }_{0}+{\mathbf {r} })}{\rho }}\right\rangle }.
L'univers étant homogène, la quantité ci-dessus ne dépend statistiquement pas du point {\displaystyle x_{0}} considéré, mais uniquement de la séparation entre les points où sont comparés les contrastes de densité. La transformée de Fourier de cette quantité est traditionnellement appelées spectre de puissance. C'est cette quantité qui, dans le contexte du contraste de densité en cosmologie est appelée spectre de Harrison-Zel'dovich. On définit la quantité habituellement notée {\displaystyle P(k)} selon :
{\displaystyle \int \xi (r){\mathrm {d} }^{3}{\mathbf {x} }={\frac {2\pi ^{2}}{k^{3}}}P(k)}.
La quantité {\displaystyle P(k)} est appelée spectre de puissance, quoiqu'elle diffère de la définition habituelle du spectre de puissance par un facteur {\displaystyle k^{-3}}. La définition du spectre de Harrison-Zeldovitch correspond à l'assertion selon laquelle la quantité {\displaystyle P(k)} est constante ou presque constante, quelle que soit la valeur de {\displaystyle k} (d'où le terme de « spectre invariant d'échelle »). En pratique, la quantité {\displaystyle P(k)} est souvent supposée dépendre lentement de {\displaystyle k}, avec une loi de puissance de la forme
{\displaystyle P(k)\propto k^{n_{\mathrm {S} }-1}},
la quantité {\displaystyle n_{\mathrm {S} }} étant appelée (un peu abusivement) indice spectral et étant supposée proche de 1 d'après ce qui précède.

## Modèles cosmologiques et spectre de Harrison-Zeldovitch
Historiquement, le spectre de Harrison-Zeldovitch a été proposé pour rendre compte des structures existant dans l'univers. Schématiquement, avec un tel spectre, l'on s'attend à ce que les petites structures commencent à se former peu avant les plus grosses structures, et que passée une certaine échelle, l'on n'observe plus de structures notables. C'est essentiellement ce qui est observé. Cependant, il convient d'expliquer quel phénomène physique est à l'origine de ces fluctuations « initiales » de densité. L'inflation cosmique représente le premier modèle à avoir été en mesure de justifier une telle forme dans le spectre initial des perturbations cosmologiques. Malgré quelques modèles concurrents comme l'univers ekpyrotique, l'inflation reste à ce jour (2006) le modèle cosmologique le plus convaincant pour expliquer ceci. Les modèles d'inflation prédisent une valeur de l'indice spectral proche mais légèrement inférieure à 1, ce qui correspond aux observations actuelles, notamment celles du satellite artificiel WMAP (voir Modèle standard de la cosmologie pour plus de détails).